# Obolon Kiew
Der FK Obolon Kiew ist ein ukrainischer Fußballverein aus Kiew, der Hauptstadt des Landes. Der Verein wurde im Jahre 1992 gegründet und trägt seine Heimspiele im Obolon-Stadion im Kiewer Stadtbezirk Obolon aus. Aktuell spielt Obolon Kiew in der ukrainischen Perscha Liha, der zweiten Spielklasse des Landes. Seit 1999 ist der Getränkehersteller Obolon der Hauptsponsor des Vereins.

## Geschichte

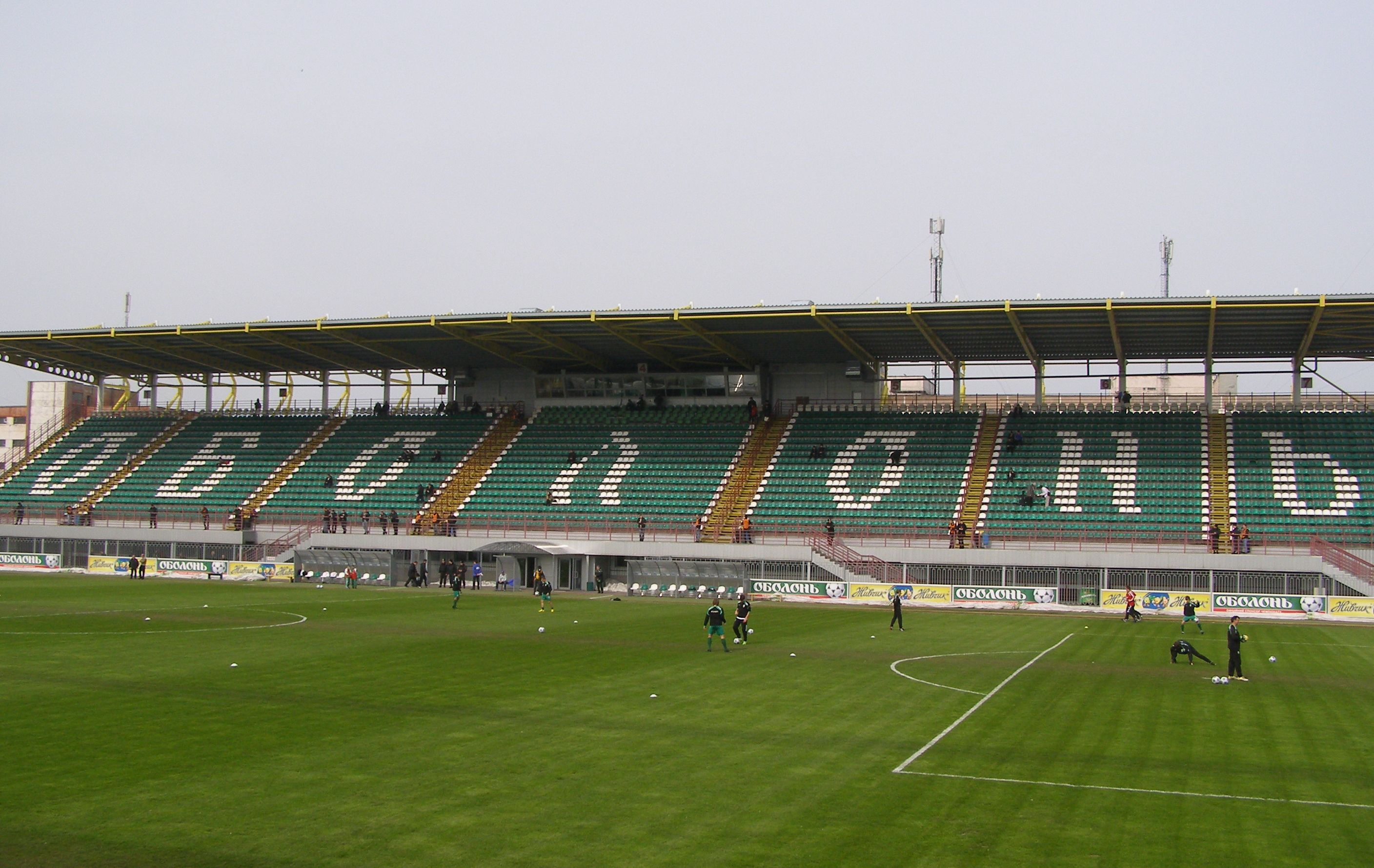
Das Stadion von Obolon Kiew

Der FC Obolon Kiew wurde im Jahre 1992 unter dem Namen FC Zmina (deutsch: FC Neue Generation) gegründet. Bereits ein Jahr später, 1993 benannte der Verein sich in FC Zmina-Obolon um. Es folgten in den nächsten Jahren weitere Umbenennungen in FC Obolon und FC Obolon-PPO. 1999 nahm der Verein dann den heutigen Namen, Obolon Kiew, an.
Obolon Kiew spielte schon in der höchsten ukrainischen Spielklasse, der Premjer-Liha. Zu Beginn seiner Existenz jedoch befand sich Obolon in der dritten ukrainischen Liga, der Druha Liha. In der Saison 1998/99 gelang dem Verein erstmals der Sprung in die zweite ukrainische Liga (Perscha Liha), als das Team zusammen mit Zakarpattia Uzhhorod und dem mittlerweile aufgelösten SK Odessa in die Persha-Liha aufsteigen konnte. In der Persha-Liha wurde die Mannschaft jedoch Drittletzter und stieg sofort wieder ab. Wieder in der dritten Liga angekommen, spielte Obolon erneut erfolgreich und schaffte abermals den Aufstieg in die Zweitklassigkeit, diesmal zusammen mit Polissya Zhytomyr und Naftowyk-Ukrnafta Ochtyrka. Dieses Mal spielte Obolon Kiew in der zweiten Liga oben mit und dem Verein gelang durch einen dritten Platz hinter Wolyn Luzk und Tschornomorez Odessa der erstmalige Aufstieg in die Premjer-Liha. Nach drei Jahren Erstklassigkeit folgte jedoch wieder der Abstieg, doch nach weiteren vier Jahren in der zweiten Liga stieg Obolon 2009 durch einen zweiten Platz in der Persha Liha hinter Zakarpattia Uzhhorod erneut in die Premjer-Liha auf. Ein Jahr darauf, also in der Spielzeit 2009/10, erreichte Obolon Kiew auch das Viertelfinale des nationalen Pokalwettbewerbs, wo die Mannschaft jedoch am späteren Pokalsieger Tawrija Simferopol mit 0:4 scheiterte. Nach einem 15. Platz in der Premjer-Liha 2011/12 musste Obolon den Weg in die zweite Liga antreten.

## Trainer
- Jurij Maximow (2008–2010)

## Spieler
- Wjatscheslaw Swiderskyj (1997–2000, 2000–2002), 12-facher ukrainischer Nationalspieler, 77 Spiele (3 Tore) für Obolon Kiew.